# Virginia Field
Virginia Field (* 4. November 1917 in London, England als Margaret Cynthia Field; † 2. Januar 1992 in Palm Desert, Kalifornien) war eine britische Schauspielerin.

## Leben
Virginia Field war die Tochter des obersten Richters von Leichester und über ihre Mutter mit Robert Edward Lee verwandt. Field lernte Schauspielerei in England und Wien bei Max Reinhardt, unter dessen Regie sie in Shakespeares Ende gut, alles gut auch ihr Bühnendebüt gab. 1934 machte sie ihr Leinwanddebüt in The Primrose Path. David O. Selznick holte sie für eine Nebenrolle in seiner Verfilmung von Der kleine Lord 1936 in die USA, nach ihrer Erzählung hatte sie mit amourösen Avancen des Filmproduzenten zu kämpfen.  Danach stand Field bei der 20th Century Fox unter Vertrag und spielte unter anderem Ende der 1930er-Jahre an der Seite von Peter Lorre in mehreren Teilen der Mr.-Moto-Kriminalreihe. Neben Vivien Leigh und Robert Taylor war sie 1940 in Ihr erster Mann zu sehen. 
Fields übernahm sehr unterschiedliche Rollen, von der tapferen Heldin bis hin zur verbrecherischen Schurkin. In größeren Filmen verkörperte Fields, die es nie in die vorderste Riege der Hollywood-Stars schaffte, mehrmals in Nebenrollen die Rivalin der Hauptdarstellerin um die Liebe eines Mannes. Am Broadway wirkte sie in den 1940ern an drei erfolgreichen Produktionen mit, darunter Cole Porters Panama Hattie. Nachdem ihre Filmkarriere zusehends stagnierte, übernahm Fields in den 1950er-Jahren eine Vielzahl von Fernsehrollen. Ab Mitte der 1960er-Jahre zog sie sich zunehmend ins Privatleben zurück, zuletzt stand sie im Jahr 1975 in einer Gastrolle in der Serie Adam-12 vor der Kamera. 
Virginia Field hat einen Stern auf dem Hollywood Walk of Fame (1751 Vine Street). Sie war von 1942 bis 1946 mit Paul Douglas verheiratet. Aus der Ehe ging eine Tochter hervor. Nach der Scheidung war sie mit von 1947 bis 1948 mit Howard Grode sowie von 1951 bis zu ihrem Tod mit ihrem Schauspielkollegen Willard Parker verheiratet. Virginia Field starb im Alter von 74 Jahren an einer Krebserkrankung.

## Filmografie (Auswahl)
- 1934: The Lady Is Willing
- 1934: The Primrose Path
- 1936: Der kleine Lord (Little Lord Fauntleroy)
- 1936: Ladies in Love
- 1936: Signale nach London (Lloyd’s of London)
- 1937: Mr. Moto und die Schmugglerbande (Think Fast, Mr. Moto)
- 1937: Ali Baba geht in die Stadt (Ali Baba Goes to Town)
- 1937: Charlie Chan in Monte Carlo (Charlie Chan at Monte Carlo)
- 1939: Mr. Moto und die Flotte (Mr. Moto’s Last Warning)
- 1939: Kettensträfling in Australien (Captain Fury)
- 1939: Im Empire geht die Sonne nie unter (The Sun Never Sets)
- 1939: Mr. Moto und sein Lockvogel (Mr. Moto Takes a Vacation)
- 1939: Zauberer der Liebe (Eternally Yours)
- 1939: Die Frauen (The Women)
- 1940: Ihr erster Mann (Waterloo Bridge)
- 1940: Dance, Girl, Dance
- 1941: Trapper des hohen Nordens (Hudson’s Bay)
- 1941: Knockout
- 1942: Atlantic Convoy
- 1943: Stage Door Canteen
- 1946: Die perfekte Heirat (The Perfect Marriage)
- 1947: The Imperfect Lady
- 1947: Mädchen für Hollywood (Variety Girl) (Cameo)
- 1948: Dream Girl
- 1949: Ritter Hank, der Schrecken der Tafelrunde (A Connecticut Yankee in King Arthur’s Court)
- 1951: Spielschulden (The Lady Pays Off)
- 1951: Ein Wochenende mit Papa (Week-End with Father)
- 1953: Der Prinz von Bagdad (The Veils of Bagdad)
- 1957: Rockabilly Baby
- 1958–1966: Perry Mason (Fernsehserie, 6 Folgen)
- 1961: The Rebel (Fernsehserie, Folge 2x21)
- 1964: The Earth Dies Screaming
- 1967: Gefährlicher Alltag (Felony Squad, Fernsehserie, Folge 1x23)
- 1975: Adam-12 (Fernsehserie, Folge 7x24)